# Esgrima als Jocs Mediterranis de 2018
La competició d'esgrima dels Jocs del Mediterrani de 2018 de Tarragona es va celebrar entre el 24 i el 25 de juny al pavelló esportiu de La Selva del Camp. La primera aparició d'aquest esport en els Jocs del Mediterrani va ser a Alexandria 1951 a Egipte.
La competició es va centrar en la competició individual masculina amb espasa i la individual femenina amb espasa, floret i sabre.

## Medaller per categoria
| Categoria         | Or              | Plata                 | Bronze                                 |
| Homes             |                 |                       |                                        |
| Espasa individual | Yulen Pereira   | Romain Canonne        | Houssam Elkord · Aymerick Gally        |
| Dones             |                 |                       |                                        |
| Espasa individual | Roberta Marzani | Josephine Jacques     | Nicol Foietta · Lauren Rembi           |
| Sabre individual  | Azza Besbes     | Sofia Ciaraglia       | Lucía Martín · Despoina Georgiadou     |
| Floret individual | Ines Boubakri   | Valentina De Costanzo | Jeromine Mpah Njanga · Julie Mienville |

## Medaller per país
| Posició | País    | Or | Plata | Bronze | Total |
| 1       | Tunísia | 2  | -     | -      | 2     |
| 2       | Itàlia  | 1  | 2     | 1      | 4     |
| 3       | Espanya | 1  | -     | 1      | 2     |
| 4       | França  | -  | 2     | 4      | 6     |
| 5       | Grècia  | -  | -     | 1      | 1     |
| 5       | Marroc  | -  | -     | 1      | 1     |
| Total   | Total   | 4  | 4     | 8      | 16    |